# 司倉
司倉為中國古代文官官職名。在清朝之位階為從八品、從九品或不入流。司倉職能通常是與財政稅收有關，倉亦為倉庫之義。另外，亦有倉大使等官職，其名義功能相同，均為配置基層官員編制之一。1910年代，清朝滅亡後，該官職廢除。

## 外部連結
[在维基数据编辑]
 《欽定古今圖書集成·明倫彙編·官常典·司倉部》，出自陈梦雷《古今圖書集成》